# Verso il sole (singolo)
Verso il sole è un singolo di Al Bano, estratto dall'omonimo album. 
La canzone, scritta da Albano Carrisi e Valentina Cidda per il testo e dal solo Carrisi per la musica, venne portata al Festival di Sanremo 1997 ed arrivò in finale.